# Kroatische Eerste Kamerverkiezingen 1993
De eerste verkiezingen voor de Kroatische Kamer van Provincies hebben op 7 februari 1993 plaatsgevonden.
Volgens de nieuwe grondwet (1990) werd het Kroatische parlement ingedeeld volgens een tweekamerstelsel. De verkiezingen voor de Tweede Kamer waren juist gehouden, en de nieuwe volksvertegenwoordigers kozen voor een reorganisatie van de kiesdistricten. Hierbij werd ook de Eerste Kamer opgezet.
In iedere provincie werden drie vertegenwoordigers gekozen, en de Kroatische president mocht vijf burgers aanstellen. De kandidaten werden gekozen volgens een systeem van evenredige vertegenwoordiging.
In de praktijk leidde dit systeem in kleinere kiesdistricten tot het leiderschap van één partij, de Kroatische Democratische Unie, die hoewel zij geen twee derde van de stemmen had, een onevenredig grote vertegenwoordiging had in vergelijking met andere partijen.
Nadat het percentage stemmen per kandidaat vaststond, besloot de Kroatische Sociaal-Liberale Partij als de grootste oppositiepartij te dienen, gevolgd door de Kroatische Boerenpartij.
Tijdens deze verkiezingen werd er een krachtige, agressieve campagne gehouden geconcentreerd op één provincie, namelijk Istrië. De regering van Franjo Tuđman deed er alles aan de Istrische Democratische Assemblee uit te schakelen. De regering maakte zich zorgen om de goede resultaten van de IDS tijdens de parlementsverkiezingen in 1992. Het werkte averechts, met als resultaat een grootse overwinning voor de IDS.
De verkiezingen werden samen met lokale en regionale verkiezingen gehouden, waarin de oppositiepartijen in vele Kroatische steden de verkiezingen wisten te winnen, terwijl de HDZ een duidelijke meerderheid in de provincies haalde, alsmede in de stad Zagreb.